# Le Locle
Le Locle (toponimo francese) è un comune svizzero di 10 746 abitanti del Canton Neuchâtel; ha il titolo di città. Nota per la presenza di diverse industrie orologiere, nel 2009 la città è stata riconosciuta patrimonio dell'umanità UNESCO assieme alla vicina La Chaux-de-Fonds.

## Geografia fisica
Il territorio del comune di Le Locle, città situata a un'altitudine di 946 m s.l.m., si estende in una valle del massiccio del Giura, lungo il confine tra la Francia e la Svizzera; è limitato a ovest dal passo Col des Roches, a est da Le Crêt-du-Locle, frazione di La Chaux-de-Fonds.

## Storia
Il comune di Le Locle è stato istituito nel XV secolo; la città fu ripetutamente distrutta da incendi (1683, 1765, 1833) e ricostruita secondo una pianta a scacchiera. Fino al 1848 fece parte del comune anche la frazione di Les Eplatures, poi divenuta comune autonomo e nel 1900 aggregato a La Chaux-de-Fonds, e nel 2021 Le Locle ha inglobato il comune soppresso di Les Brenets; è stata il capoluogo del distretto di Le Locle dal 1848 fino alla sua soppressione nel 2017.

## Monumenti e luoghi d'interesse
L'urbanistica delle città orologiere La Chaux-de-Fonds e Le Locle è stata inserita dall'UNESCO nel 2009 tra i patrimoni dell'umanità.
- Chiesa riformata, ricostruita nel XVIII secolo[1];
- Chiesa cattolica di Nostra Signora dell'Assunzione, eretta nel 1861[1];
- Torre civica, eretta nel XVI secolo[1].

## Società

### Evoluzione demografica
L'evoluzione demografica è riportata nella seguente tabella:
Abitanti censiti

## Cultura

### Istruzione

#### Università
- A Le Locle ha una delle sue sedi, presso l'ex scuola tecnica superiore cantonale, la sezione di ingegneria (HE-Arc Ingénierie) dell'Alta scuola specializzata della Svizzera occidentale (Haute école spécialisée de Suisse occidentale, HES-SO)[1][7].
- Scuola tecnica del centro interregionale di formazione delle Montagnes neuchâteloises[1].

## Geografia antropica

### Urbanistica
La città fu interamente ricostruita dopo l'incendio che la distrusse nel 1833. La ricostruzione, avvenuta nell'ultimo quarto del XIX secolo, seguì una pianta a scacchiera; il Quartier Neuf, situato all'entrata est della città, venne costruito nel 1856-1861 su progetto dell'architetto Hans Rychner.

### Frazioni e quartieri
Tra le frazioni e i quartieri di Le Locle figurano:
- La Jaluse
- Les Billodes
- Les Brenets[8]
- Les Monts
- Quartier Neuf

## Economia

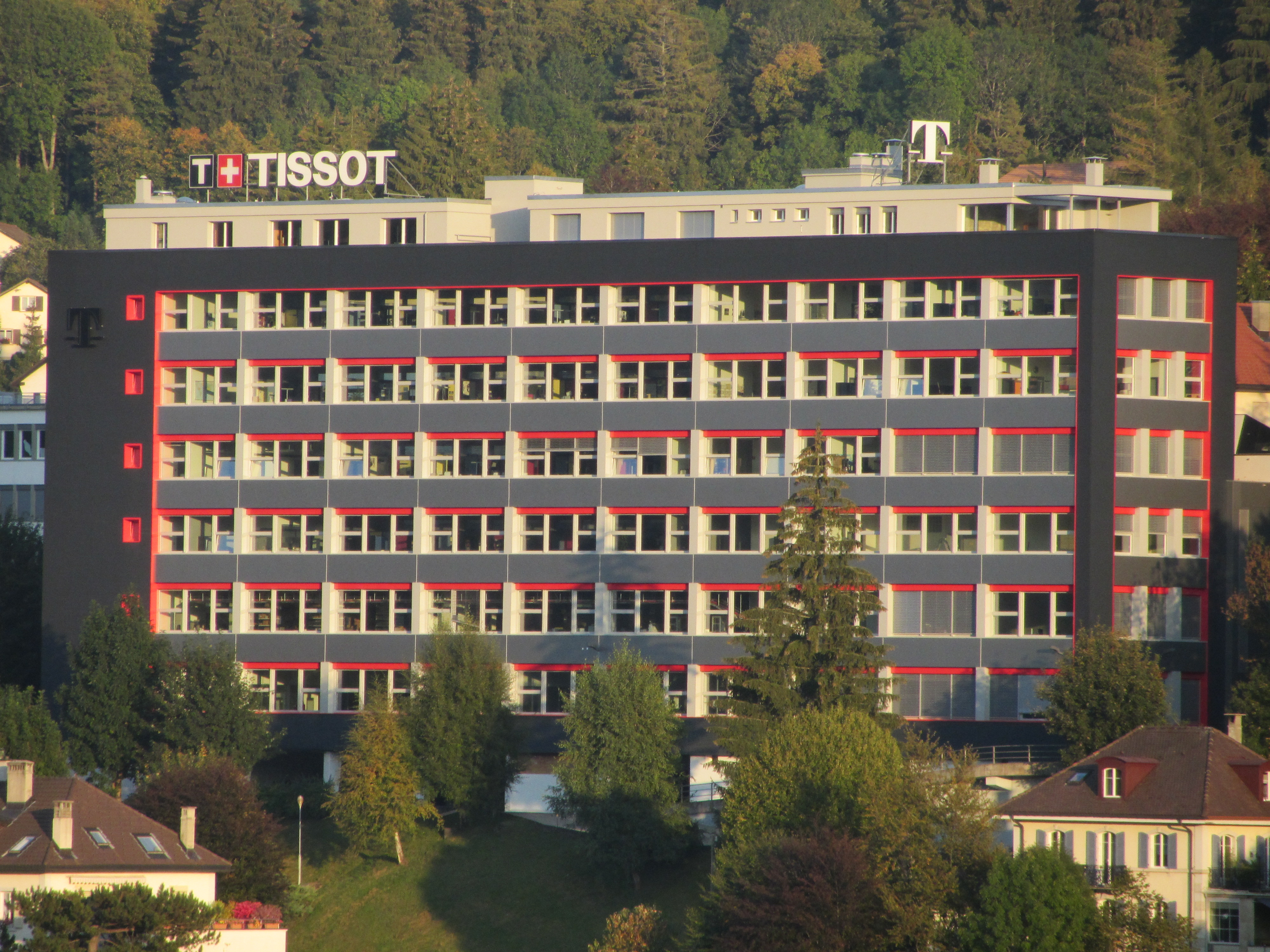
La sede della Tissot

L'economia di Le Locle è fondata sull'orologeria e sulla micromeccanica. Vi hanno sede numerose manifatture orologiere: tra queste Mido, Tissot, Ulysse Nardin e Zenith.

## Infrastrutture e trasporti

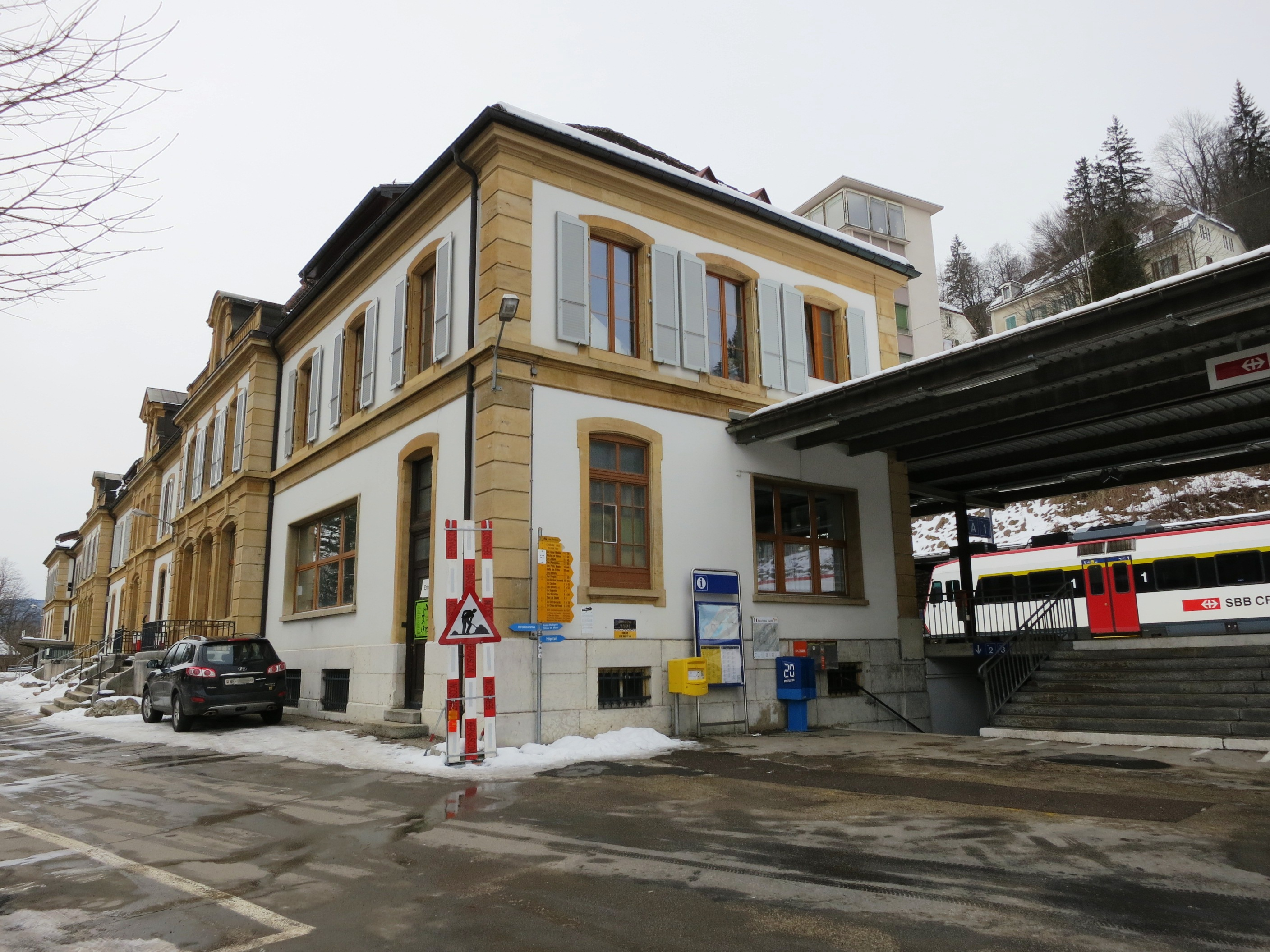
La stazione di Le Locle

Le Locle è servita dalla strada principale 20 e dall'omonima stazione ferroviaria, capolinea delle linee ferroviarie Neuchâtel-Le Locle, Besançon-Le Locle e Le Locle-Les Brenets. Nel territorio comunale sorgono anche le stazioni ferroviarie di Le Chalet, di Les Frêtes, di Les Brenets e di Le Locle-Col-des-Roches.

## Amministrazione

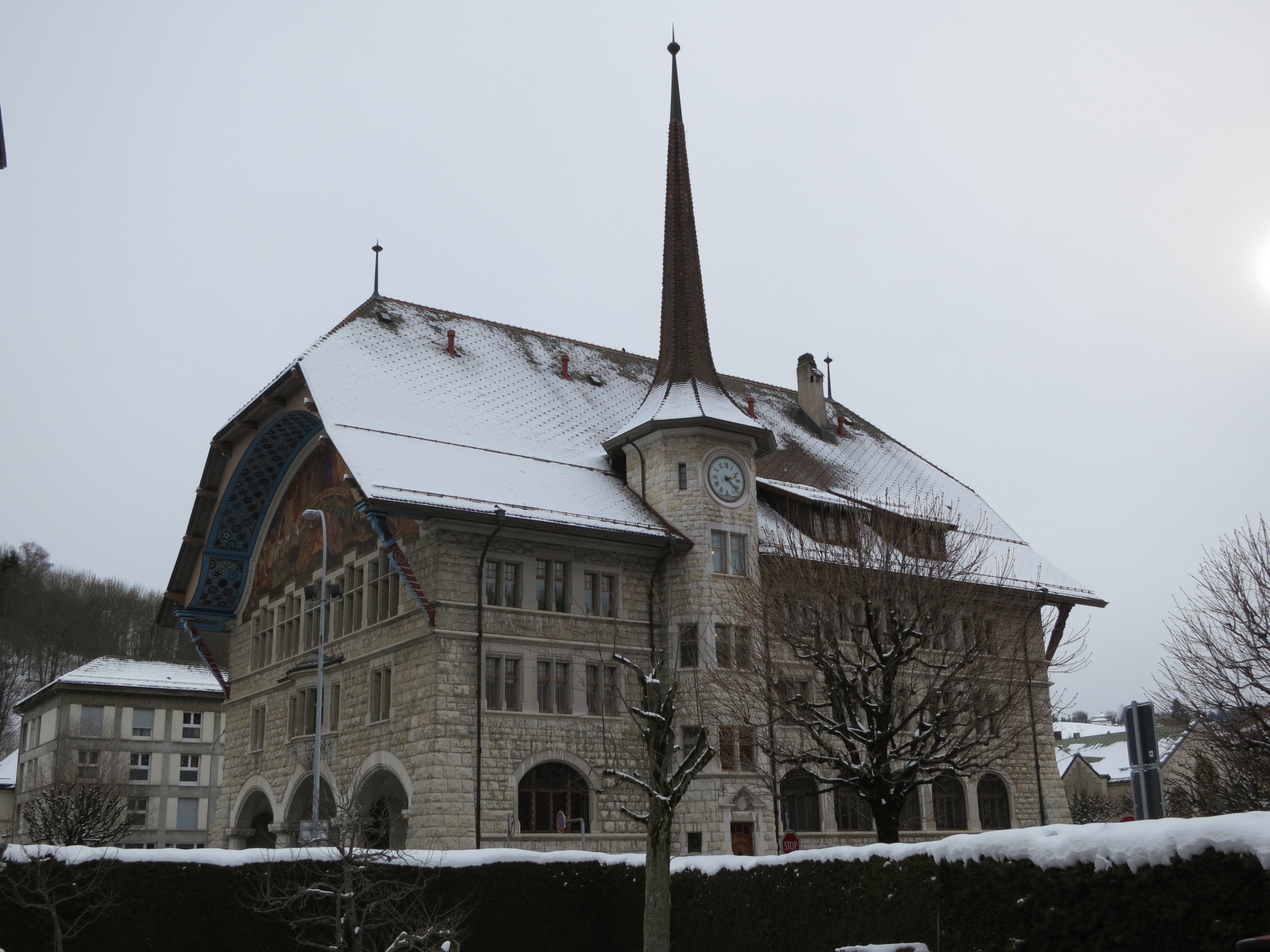
Il municipio

A partire dal 1848 il comune patriziale (soppresso nel 1888) è stato sostituito dal comune politico, nel quale il potere legislativo è affidato al consiglio generale (41 membri eletti a suffragio universale) il quale esprimeva un esecutivo (consiglio comunale) di sette membri, dal 2004 eletti direttamente dalla cittadinanza.

### Gemellaggi
- Gérardmer[9]
- Sidmouth[9]

## Sport
A Le Locle ha sede la squadra di calcio Football-Club Le Locle Sports.